# Liparis montagui
Liparis montagui és una espècie de peix pertanyent a la família dels lipàrids.

## Descripció
- Fa 12 cm de llargària màxima.[3][4]

## Reproducció
Fa la posta a l'hivern.

## Alimentació
Menja principalment crustacis (com ara, amfípodes, gambes i crancs petits).

## Hàbitat
És un peix marí, no migratori, demersal i de clima temperat (77°N48°N, 25°W -45°E) que viu entre 0-30 m de fondària.

## Distribució geogràfica
Es troba a l'Atlàntic nord-oriental: el mar del Nord, al voltant de les illes Britàniques, el mar de Noruega, el sud-oest del mar de Barentz i el sud d'Islàndia.

## Observacions
És inofensiu per als humans.